# キャンディフルーツうさぎの館
キャンディフルーツうさぎの館（キャンディフルーツうさぎのやかた）は、株式会社NCRが運営していたウサギを主体とする動物カフェ兼コスプレ系飲食店である。東京都に第一種動物取扱事業者として、『販売』・『貸出』・『展示』の3項目 が2012年2月7日付で登録された。所在地は千代田区外神田4丁目6-2いすゞビル9階。萌え文化の聖地として名高い東京・秋葉原に動物カフェを開店させたパイオニアとしても有名である。2015年12月7日までは同フロアにはキャンディフルーツが経営する撮影スタジオ『スタジオリリー』が併設されていた。2016年6月19日をもって閉店した。

## 概要

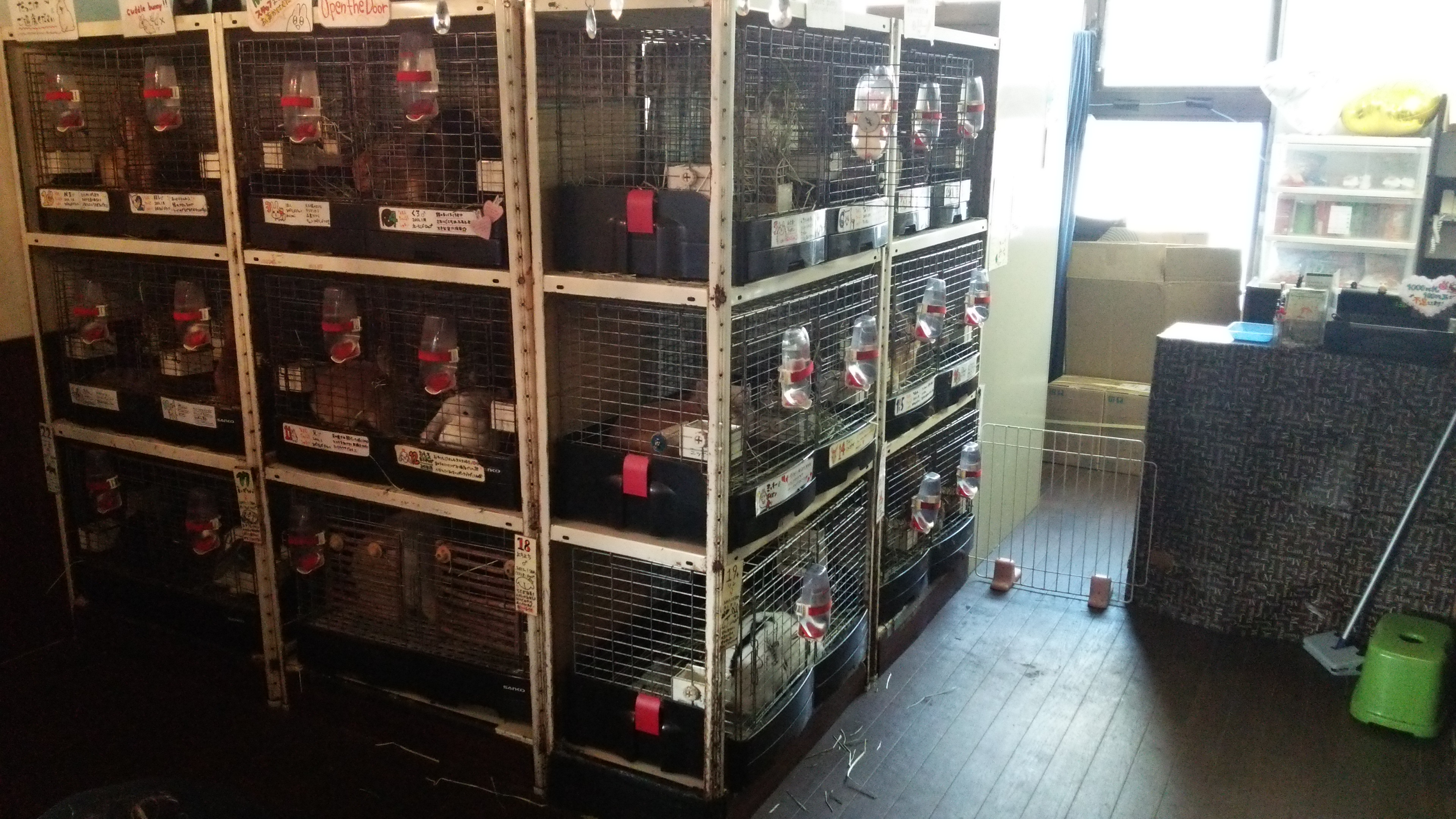
うさぎの館店内

- 2012年2月10日、原宿や自由が丘に店舗を持つウサギカフェ『Ra.a.g.f（ラフ）』が高級メイド服ブランド『キャンディフルーツ』のアライアンスショップとして千代田区外神田に開業したウサギカフェである。動物カフェとメイド喫茶を合体させた店舗形態がマスコミにも注目され、開業と同時に各種メディア媒体に取り上げられる。従業員は「娘うさぎ（こうさぎ）」と呼ばれ、キャンディフルーツが製作したウサギ型の衣装を着用して接客応対している[2]。
- 店内には22羽（2015年7月1日現在）のウサギが在籍しており、自由にウサギと戯れることができる他、一部を除き店舗にいるウサギの販売が行われており、気に入ったウサギを買い取ることもできる。扱っている飲食物は数種類のソフトドリンク（無料）とウサギ用のおやつ（有料）のみであり、人間用の食事の提供はされていない[2]。ただし、飲食物の持ち込みは自由となっているため、持ち込んだ飲食物を気軽に食事をすることはできる。
- 2013年5月16日には娘うさぎから成るアイドルユニット、『Sweet Cure』が結成され、同店の宣伝を担っていたが、2015年9月6日をもって解散した(詳細は後述)。
- 2014年7月22日より、うさぎの館の個室スペースを使用してメイドリフレが体験できる『キャンフルコース』が開始される[3]。ただし、毎日開催されてはおらず、参加する場合は前日の営業時間までに予約を入れる必要がある[4]。同年10月31日をもってキャンフルコースは完全に廃止となった。
- 2014年9月より、娘うさぎ用の制服の一部がモデルチェンジされたものが登場し、キャンディフルーツでの発売も開始された。
- 2015年9月、キャンディフルーツとのアライアンス契約が解除され、店名を『うさぎの館』に改称。
- 2016年6月6日、公式ブログにて6月19日をもって閉店することを発表した[5]。
- 2016年6月19日、閉店。

## 施設概要
所在地は、「千代田区外神田4丁目6番2号いすゞビル9階」であり、同じフロアには以前、キャンディフルーツ直営の撮影スタジオ『スタジオリリー』が存在していたが、うさぎの館とは運営が分離されていた。いすゞビルの1階は日高屋 秋葉原中央通店 があり、他のフロアには様々なメイド喫茶が入居している。入店するには日高屋の裏にあるエレベーターで9階にあがる。店内にはフロアスペースと有料個室スペース2部屋があり、個室を利用する場合は別料金が発生する。個室スペースには娘うさぎや気に入ったウサギと一緒に入る事ができる。フロアスペースに同時に出せるウサギは一匹のみである。最寄り駅は秋葉原駅と末広町駅であり、秋葉原駅電気街口から徒歩5分、末広町駅から徒歩1分の距離にある。

## メディア出演掲載情報
- 朝日新聞2012年3月8日朝刊
- Nolife(仏テレビ局)『Japan In Motion』
- テレビ東京系『YOUは何しに日本へ?』（2014年2月10日放送）
- JTBパブリッシング発行『るるぶ東京'15』（2014年3月7日発売）
- 秋田書店発行『声優パラダイスR 2014年8月号』（2014年7月10日発売）

## Sweet Cure
Sweet Cure(スウィートキュア)は、秋葉原のウサギカフェ『キャンディフルーツうさぎの館』で働く「娘うさぎ」によって結成されたアキバ系アイドルユニットである。キャッチフレーズは『希望の未来に導く癒し系アイドル』。
活動エリアは、うさぎの館がある秋葉原駅周辺であるが、都内を中心に様々なアイドルライブイベントに参加している。活動初期に主に活動拠点にしていた『秋葉原SIXTEEN』内にあるカフェにはSweet Cureをイメージしたオリジナルカクテルが1杯1000円で提供されていたことがある。

### 沿革
- 2013年5月16日に、同じキャンディフルーツグループであるメイドリフレ店、『キャンディフルーツリフレッシュクラブ（2014年5月26日閉店）』出身で、うさぎの館スタッフの「仲川いずみ」・「堀樹里菜」・「桜アミミ」・「矢野いおり」の4名の娘うさぎで結成された。
- 6月28日に『秋葉原SIXTEEN』で開催されたライブを以て「堀樹里菜」・「桜アミミ」の2名が脱退。2名体制になる。
- 7月2日、「音羽まりあ（現・真白まりあ）」が加入し3名体制となる。音羽まりあが『うさぎの館』生え抜きスタッフとしてのSweet Cure所属第1号となる。
- 11月23日に小動物系アイドルとしてソロデビューを果たした「小宮ひなた」が、11月28日のライブよりSweet Cureに合流、現4名体制となる。
- 12月1日、音羽まりあが「真白まりあ」に改名を発表する。
- 2014年1月26日、デビューシングル『魔法の言葉☆』がD.R.P. Recordsより一般販売され、うさぎの館でCD販売イベントが開催される。
- 3月23日、『J-SQUARE』で開催された『Idol Live、I♥Idol! #3』に於いて、プロモーションビデオの制作権とJOYSOUNDでのカラオケ配信を賭けたトーナメントに参加し優勝を果たす。また、この模様はニコニコ生放送にて生中継された。
- 9月5日、デビュー曲『魔法の言葉☆』が収録されたコンピレーション・アルバム 『Tokyo Neo idol mix』が全国のCD店で発売される。
- 10月22日、9月27日に『 西武百貨店船橋店』で収録されたインターネット配信番組『恋を止めないで 第240回』がPodcastにて配信される。[8]
- 11月9日、真白まりあ生誕祭第2部において、3月23日開催のイベント『Idol Live、I♥Idol#3』の優勝賞品であったデビュー曲『魔法の言葉☆』のPVが初公開された。
- 12月21日、2ndシングル『未定』をリリース。同日、キャンディフルーツうさぎの館に於いて発売記念イベントを開催。
- 2015年4月25日、3rdシングル『Thank you』リリース。同日、仲川いずみ生誕祭にて3月末をもってSweet CureとD.R.P.Recordsの業務提携が解除され、今後は事務所に所属せず、セルフプロデュースによるユニット活動をしていくことと、キャンディフルーツうさぎの館の宣伝ユニットから脱却し普通のアイドルユニットになったこと、小宮ひなたがうさぎの館を3月末で無期限休職(4月27日付で正式に卒業)になったことを発表した。
- 5月16日、『Eggman tokyo east』にて開催された『Sweet Cure2周年記念ライブ』よりメンバーの担当カラーを変更、矢野いおりが「紫」から「赤」に、真白まりあが「白」から「黄」にそれぞれ変更された。Sweet Cureの赤担当は堀樹里菜の卒業以来1年11ヶ月ぶりの復活となった。
- 7月10日、自身がMCを担当するインターネット配信番組『とれきゅあ！』最終回にて、同日付で矢野いおりの卒業と、9月6日のワンマンライブをもってSweet Cureの解散を発表した。
- 9月6日、『代アニLIVEステーション』にて『Sweet Cure解散ライブ 小宮ひなた生誕祭〜グランドSCファイナル〜』が開催され、全活動を終了した。

### 出演メディア・イベント
※メンバーのソロ活動としての出演は除く

### ディスコグラフィ
シングル
1. 『魔法の言葉☆』[DPRCD - 105]（2014年1月26日発売）
- - 『魔法の言葉☆』（作詞・作曲・編曲：ヴィーナス･シンコ）

2. 『未定』[DPRCD - 106]（2014年12月21日発売）
- - 『未定』（作詞：仲川いずみ／作曲：zin）[15]

3.『ThankYou』[DPRCD - 107]（2015年4月25日発売）
- - 『ThankYou』（作詞・作曲：Kazu）

コンピレーション・アルバム
- アイドルコンピレーションCD『Tokyo Neo idol mix』[DASN - 0001]（2014年9月5日発売）
  - 『魔法の言葉☆』

### インターネット配信

#### レギュラー配信
ニコニコ生放送
- 『AKIBAアイドル劇場：月曜の夜からSweet Cureがちゅるちゃゅるしてるってよ。』
  - 2014年1月6日～2014年5月19日 （毎月第1・第3月曜曜日放送）
- 『～ニコ生公式124ch 公開生放送～とれきゅあ』[17]
  - 2015年2月13日～2015年7月10日（毎月第2金曜日放送）